# Миямото, Кэндзи (политик)
Кэ́ндзи Миямо́то (яп. 宮本顕治; 17 октября 1908 года, Хикари, Ямагути, Япония — 18 июля 2007 года, Токио, Токио, Япония) — японский политический деятель.

## Биография
В 1932 году окончил филологический факультет Токийского университета. Параллельно учёбе, в 1930—1932 годах состоял членом Общества по изучению социальных наук и членом Лиги пролетарских писателей. В 1931 году вступает в Коммунистическую партию Японии, связав свою дальнейшую карьеру с политической деятельностью. Уже в 1933 году он становится членом ЦК КПЯ, а спустя некоторое время — членом Секретариата и Политбюро ЦК КПЯ. В конце 1933 года его впервые арестовывают. 1936—1945 годы он провёл в  тюрьме Абасири, приговорённый к пожизненному заключению. Был освобождён после окончания Второй мировой войны американской администрацией, которая, впрочем, вскоре запретила ему и ещё 23 коммунистам занимать политические должности.
Сразу же после освобождения он вновь становится членом ЦК КПЯ, а позднее и членом Политбюро ЦК КПЯ. В 1947—1950 годах — председатель Контрольной комиссии ЦК КПЯ. В 1958—1970 годах — Генеральный секретарь ЦК КПЯ. В 1970—1982 годах — Председатель Президиума ЦК КПЯ. В 2000—2007 годах — Почётный председатель КПЯ. В 1977—1989 годах — депутат Парламента Японии. Выступал с независимых от СССР и КНР позиций, критиковал вторжение сил ОВД в Чехословакию в 1968 году. Распад восточного блока воспринял как «поражение сталинизма, но не социализма».
Будучи литератором, редактировал журнал «Дзэнъэй» (1946—1949) и газету «Акахата» (1955—1957). Выступал в печати как литературный критик, уделяя пристальное внимание произведениям, созданным в жанре социалистического реализма.

## Личная жизнь
Супруга — Юрико Миямото, японская писательница, с 1931 года — член Коммунистической партии Японии.